# Nederlandse Vereniging van Banken

Logo

Die Nederlandse Vereniging van Banken (NVB) (deutsch: Niederländische Bankenvereinigung) ist der niederländische Bankenverband mit Sitz in Amsterdam.
Die NVB entstand 1989 durch den Zusammenschluss der 1949 gegründeten Nederlandse Bankiersvereniging (NBV) mit dem College van Overleg (CvO), dem Fortbildungsinstitut des Bankensektors. 2001 fusionierte der NVB auch mit dem 1947 gegründeten Werkgeversvereniging voor het Bankbedrijf (WGVB), dem Arbeitgeberverband des Bankgewerbes.
Seitdem nimmt der Verband sowohl die Funktionen eines Bankenverbandes wie auch des Arbeitgeberverbandes sowohl für inländische als auch für ausländische Banken in den Niederlanden wahr. Die NVB ist Mitglied des europäischen Bankenverbandes EBF.
Der Verband hat ungefähr 60 Mitglieder.